# Mesotanais dubius
Mesotanais dubius är en kräftdjursart som beskrevs av Dollfus 1897. Mesotanais dubius ingår i släktet Mesotanais och familjen Leptocheliidae. Inga underarter finns listade i Catalogue of Life.